# Eupanacra busiris
Eupanacra busiris é uma mariposa da família Sphingidae.

## Distribuição
É conhecida da Malásia (Peninsular, Sarawak), Indonésia (Sumatra, Java, Kalimantan, Sulawesi), Nepal, nordeste da Índia, Ilhas Andaman, Mianmar, Tailândia, sul da China, Vietname e Filipinas. Provavelmente encontra-se também no Sri Lanka.

## Subespécies
- Eupanacra busiris busiris[3]
- Eupanacra busiris atima
- Eupanacra busiris marina
- Eupanacra busiris myosotis
- Eupanacra busiris schuetzi